# Lista stadionów piłkarskich w Brazylii
Lista stadionów piłkarskich w Brazylii składa się z obiektów drużyn znajdujących się w Série A (I poziomie ligowym Brazylii) oraz Série B (II poziomie ligowym Brazylii). Na najwyższym poziomie rozgrywkowym znajduje się 20 drużyn oraz na drugim poziomie również 20 drużyn, których stadiony zostały przedstawione w poniższej tabeli według kryterium pojemności, od największej do najmniejszej. Tabela uwzględnia również miejsce położenia stadionu (miasto oraz region), klub do którego obiekt należy oraz rok jego otwarcia lub renowacji.
Do listy dodano również stadiony o pojemności powyżej 20 tys. widzów, które są areną domową drużyn z niższych lig lub obecnie w ogóle nie rozgrywano mecze piłkarskie.
Na 6 stadionach z listy: Estádio do Maracanã w Rio de Janeiro, Estádio Sete de Setembro w Belo Horizonte, Estádio do Pacaembu w São Paulo, Estádio Beira-Rio w Porto Alegre, Estádio Durival de Britto w Kurytybie oraz Estádio Ilha do Retiro w Recife zostały rozegrane Mistrzostwa Świata w Piłce Nożnej 1950, które organizowała Brazylia. Na Estádio do Maracanã w Rio de Janeiro został rozegrany finał tych mistrzostw.
Na 12 stadionach z listy: Estádio do Maracanã w Rio de Janeiro, Estádio Mané Garrincha w Brasílii, Arena Corinthians w São Paulo, Estádio Plácido Aderaldo Castelo w Fortalezie, Estádio Mineirão w Belo Horizonte, Estádio Beira-Rio w Porto Alegre, Arena Fonte Nova w Salvadorze, Itaipava Arena Pernambuco w Recife, Arena das Dunas w Natal, Arena da Baixada w Kurytybie, Arena Pantanal w Cuiabie oraz Arena da Amazônia w Manausie zostaną rozegrane Mistrzostwa Świata w Piłce Nożnej 2014, które organizowała Brazylia. Na Estádio Maracanã w Rio de Janeiro zostanie rozegrany finał tych mistrzostw.
Legenda:

    – stadiony w budowie lub przebudowie

    – stadiony zamknięte lub zburzone
| Lp | Nazwa stadionu                                 | Miejscowość           | Region              | Drużyny                                                                         | Otwarty / renowacja | Pojemność      | Zdjęcie |
| -- | ---------------------------------------------- | --------------------- | ------------------- | ------------------------------------------------------------------------------- | ------------------- | -------------- | ------- |
| 1  | Estádio do Maracanã                            | Rio de Janeiro        | Rio de Janeiro      | Reprezentacja Brazylii (1950–), CR Flamengo, Fluminense FC                      | 1950/ 2013          | 78 838         |         |
| 2  | Estádio Mané Garrincha                         | Brasília              | Dystrykt Federalny  | Brasiliense Brasília (1996–2003)                                                | 1974/ 2013          | 68 009         |         |
| 3  | Arena Corinthians                              | São Paulo             | São Paulo           | Corinthians Paulista                                                            | 2014                | 68 000         |         |
| 4  | Estádio do Morumbi                             | São Paulo             | São Paulo           | São Paulo FC                                                                    | 1960/ 2009          | 67 052         |         |
| 5  | Estádio Plácido Aderaldo Castelo               | Fortaleza             | Ceará               | Ceará Fortaleza, Fortaleza EC                                                   | 1973/ 2012          | 67 037         |         |
| 6  | Estádio Mineirão                               | Belo Horizonte        | Minas Gerais        | Clube Atlético Mineiro, Cruzeiro EC                                             | 1965/ 2012          | 62 160         |         |
| 7  | Arena do Grêmio                                | Porto Alegre          | Rio Grande do Sul   | Grêmio Porto Alegre                                                             | 2012                | 60 540         |         |
| 8  | Estádio do Arruda                              | Recife                | Pernambuco          | Santa Cruz Recife                                                               | 1972                | 60 044         |         |
| 9  | Estádio Serra Dourada                          | Goiânia               | Goiás               | Goiás EC, Vila Nova Goiânia, Atlético Goianiense                                | 1975                | 54 084         |         |
| 10 | Estádio Municipal João Havelange               | Uberlândia            | Minas Gerais        | Uberlândia EC, Portal Uberlândia                                                | 1982                | 53 350         |         |
| 11 | Estádio Beira-Rio                              | Porto Alegre          | Rio Grande do Sul   | SC Internacional                                                                | 1969/ 2013          | 51 300         |         |
| 12 | Itaipava Arena Fonte Nova                      | Salvador              | Bahia               | EC Bahia, Vitória Salvador                                                      | 2013                | 50 000         |         |
| 13 | Estádio Olímpico João Havelange                | Rio de Janeiro        | Rio de Janeiro      | Botafogo F.R. (2008–), CR Flamengo (2010–2013), Fluminense FC (2010–2013)       | 2007                | 46 931         |         |
| 14 | Itaipava Arena Pernambuco                      | São Lourenço          | Pernambuco          | Náutico Recife                                                                  | 2013                | 46 154         |         |
| 15 | Estádio Olímpico do Pará                       | Belém                 | Pará                | Paysandu SC, Remo Belém                                                         | 1978                | 45 007         |         |
| 16 | Arena das Dunas                                | Natal                 | Rio Grande do Norte | América Natal, ABC Natal                                                        | 2014                | 45 000         |         |
| 17 | Estádio Universitário Pedro Pedrossian         | Campo Grande          | Mato Grosso do Sul  | Comercial Campo Grande, Operário Campo Grande                                   | 1971                | 45 000         |         |
| 18 | Estádio Paulo Constantino                      | Presidente Prudente   | São Paulo           | Grêmio Barueri (2010–2011), Corinthians Presidente Prudente                     | 1982/ 2008          | 44 414         |         |
| 19 | Estádio Governador Alberto Tavares Silva       | Teresina              | Piauí               | Flamengo Teresina, Ríver Teresina                                               | 1973                | 44 200         |         |
| 20 | Estádio Joaquim Américo Guimarães              | Kurytyba              | Parana (stan)       | Athletico Paranaense                                                            | 1914/ 2014          | 43 981         |         |
| 21 | Allianz Parque                                 | São Paulo             | São Paulo           | SE Palmeiras                                                                    | 2014                | 43 600         |         |
| 22 | Arena Pantanal                                 | Cuiabá                | Mato Grosso         | Cuiabá EC, Mixto Cuiabá                                                         | 2014                | 42 968         |         |
| 23 | Arena da Amazônia                              | Manaus                | Amazonas            | Nacional Manaus                                                                 | 2014                | 42 374         |         |
| 24 | Estádio do Pacaembu                            | São Paulo             | São Paulo           | Corinthians Paulista, SE Palmeiras                                              | 1940/ 2007          | 40 199         |         |
| 25 | Estádio Governador João Castelo                | São Luís              | Maranhão            | Maranhão São Luís, Moto Club São Luís, Sampaio Corrêa São Luís                  | 1982                | 40 000         |         |
| 26 | Estádio Almeidão                               | João Pessoa           | Paraíba             | Botafogo João Pessoa, Paraibano João Pessoa, Santos João Pessoa                 | 1975                | 40 000         |         |
| 27 | Estádio Couto Pereira                          | Kurytyba              | Parana (stan)       | Coritiba FBC                                                                    | 1932/ 2005          | 37 182         |         |
| 28 | Estádio Benedito Teixeira                      | São José do Rio Preto | São Paulo           | América São José do Rio Preto                                                   | 1996                | 36 426         |         |
| 29 | Estádio Jacy Scaff                             | Londrina              | Parana (stan)       | Londrina EC, AP Londrinense, Matsubara Cambará                                  | 1976                | 36 000         |         |
| 30 | Estádio Manoel Barradas                        | Salvador              | Bahia               | Vitória Salvador                                                                | 1989/ 1991          | 35 632         |         |
| 31 | Estádio Ilha do Retiro                         | Recife                | Pernambuco          | Sport Recife                                                                    | 1937                | 35 020         |         |
| 32 | Complexo Poliesportivo Pinheirão               | Kurytyba              | Parana (stan)       | Paraná Clube                                                                    | 1985                | 35 000         |         |
| 33 | Estádio Elmo Serejo Farias                     | Taguatinga            | Dystrykt Federalny  | Taguatinga EC                                                                   | 1978                | 35 000         |         |
| 34 | Estádio Governador Ernani Sátiro               | Campina Grande        | Paraíba             | Perilima Campina Grande, Campinense Campina Grande, Treze Campina Grande        | 1975                | 35 000         |         |
| 35 | Estádio Juscelino Kubitschek de Oliveira       | Itumbiara             | Goiás               | Itumbiara EC                                                                    | 1976                | 33 000         |         |
| 36 | Estádio Brinco de Ouro da Princesa             | Campinas              | São Paulo           | Guarani FC                                                                      | 1953                | 32 453         |         |
| 37 | Estádio Metropolitano Roberto Santos           | Salvador              | Bahia               | EC Bahia                                                                        | 2009                | 32 157         |         |
| 38 | Estádio Municipal Radialista Mario Helênio     | Juiz de Fora          | Minas Gerais        | S.C. Juiz de Fora, Tupi FC                                                      | 1988                | 31 863         |         |
| 39 | Estádio Santa Cruz                             | Ribeirão Preto        | São Paulo           | Botafogo Ribeirão Preto                                                         | 1968                | 31 527         |         |
| 40 | Arena Barueri                                  | Barueri               | São Paulo           | Grêmio Barueri (2007–2010, 2011–), S.C. Barueri (2010–)                         | 2007                | 31 452         |         |
| 41 | Estádio Francisco Stédile                      | Caxias do Sul         | Rio Grande do Sul   | SER Caxias, SC Internacional (2013)                                             | 1976                | 30 802         |         |
| 42 | Estádio Alfredo Jaconi                         | Caxias do Sul         | Rio Grande do Sul   | EC Juventude                                                                    | 1975                | 30 519         |         |
| 43 | Estádio da Universidade Federal de Lavras      | Lavras                | Minas Gerais        | Lavras FC, Fabril EC                                                            |                     | 30 000         |         |
| 44 | Estádio Fredis Saldívar                        | Dourados              | Mato Grosso do Sul  | C.R.D. 7 de Setembro, Ubiratan Dourados                                         | 1986                | 30 000         |         |
| 45 | Estádio Olímpico Colosso da Lagoa              | Erechim               | Rio Grande do Sul   | Ypiranga Erechim                                                                | 1970                | 30 000         |         |
| 46 | Estádio da Universidade de São Paulo           | São Paulo             | São Paulo           |                                                                                 | 1961                | 30 000         |         |
| 47 | Estádio Olímpico Regional Arnaldo Busatto      | Cascavel              | Parana (stan)       | Cascavel CR, FC Cascavel, Cascavel EC (1982–2001)                               | 1982                | 28 125         |         |
| 48 | Estádio Municipal Dr. Waldemiro Wagner         | Paranavaí             | Parana (stan)       | AC Paranavaí                                                                    | 1992                | 25 000         |         |
| 49 | Estádio Municipal Engenheiro João Guido        | Uberaba               | Minas Gerais        | Nacional Uberaba, Uberaba SC                                                    | 1972                | 25 000         |         |
| 50 | Estádio São Januário                           | Rio de Janeiro        | Rio de Janeiro      | CR Vasco da Gama                                                                | 1927                | 24 584         |         |
| 51 | Estádio Boca do Lobo                           | Pelotas               | Rio Grande do Sul   | EC Pelotas                                                                      | 1917                | 23 336         |         |
| 52 | Estádio Raimundo Sampaio                       | Belo Horizonte        | Minas Gerais        | América Belo Horizonte, Clube Atlético Mineiro                                  | 2011                | 23 018         |         |
| 53 | Arena Condá                                    | Chapecó               | Santa Catarina      | Chapecoense Chapecó                                                             | 1976                | 22 600         |         |
| 54 | Arena Joinville                                | Joinville             | Santa Catarina      | Joinville EC                                                                    | 2004                | 22 400         |         |
| 55 | Estádio Regional Willie Davids                 | Maringá               | Parana (stan)       | Grêmio Maringá                                                                  | 1976                | 21 600         |         |
| 56 | Estádio Zequinha Roriz                         | Luziânia              | Goiás               | AA Luziânia                                                                     | 1992                | 21 564         |         |
| 57 | Estádio Nabi Abi Chedid                        | Bragança Paulista     | São Paulo           | Bragantino Bragança Paulista                                                    | 1949                | 21 209         |         |
| 58 | Estádio do Canindé                             | São Paulo             | São Paulo           | Portuguesa São Paulo                                                            | 1956                | 21 004         |         |
| 59 | Estádio Raulino de Oliveira                    | Volta Redonda         | Rio de Janeiro      | Volta Redonda FC                                                                | 1976                | 21 000         |         |
| 60 | Estádio Moisés Lucarelli                       | Campinas              | São Paulo           | Ponte Preta Campinas, Red Bull Brasil                                           | 1948/ 2005          | 20 970         |         |
| 61 | Estádio Presidente Vargas (Fortaleza)          | Fortaleza             | Ceará               | Fortaleza EC, Ceará Fortaleza, Ferroviário Fortaleza                            | 1941                | 20 600         |         |
| 62 | Estádio Joaquim Henrique Nogueira              | Sete Lagoas           | Minas Gerais        | Democrata Sete Lagoas                                                           | 2006                | 20 500         |         |
| 63 | Estádio Municipal João Lamego Netto            | Ipatinga              | Minas Gerais        | Ipatinga FC                                                                     | 1982                | 20 500         |         |
| 64 | Estádio Municipal Dr. Adhemar de Barros        | Araraquara            | São Paulo           | Ferroviária Araraquara                                                          | 2009                | 20 287         |         |
| 65 | Estádio Ary Ribeiro Valadão Filho              | Anicuns               | Goiás               | AA Anicuense                                                                    | 1978                | 20 072         |         |
| 66 | Arena da Floresta                              | Rio Branco            | Acre                | Rio Branco FC                                                                   | 2006                | 20 000         |         |
| 67 | Estádio Cláudio Moacyr de Azevedo              | Macaé                 | Rio de Janeiro      | Macaé EFC                                                                       | 1982                | 20 000         |         |
| 68 | Estádio Durival Britto e Silva                 | Kurytyba              | Parana (stan)       | Paraná Clube                                                                    | 1947                | 20 000         |         |
| 69 | Estádio Kléber Andrade                         | Cariacica             | Espírito Santo      | Rio Branco Cariacica                                                            | 1983                | 20 000         |         |
| 70 | Estádio Walmir Campelo Bezerra                 | Gama                  | Dystrykt Federalny  | SE Gama                                                                         | 2008                | 20 000         |         |
| 71 | Estádio Orlando Scarpelli                      | Florianópolis         | Santa Catarina      | Figueirense FC                                                                  | 1960                | 19 908         |         |
| 72 | Estádio Heriberto Hülse                        | Criciúma              | Santa Catarina      | Criciúma EC                                                                     | 1955                | 19 000         |         |
| 73 | Estádio Maria Lamas Farache                    | Natal                 | Rio Grande do Norte | ABC Natal                                                                       | 2006                | 18 000         |         |
| 74 | Estádio da Ressacada                           | Florianópolis         | Santa Catarina      | Avaí FC                                                                         | 1983                | 17 800         |         |
| 75 | Estádio Urbano Caldeira                        | Santos                | São Paulo           | Santos FC                                                                       | 1916/ 1997          | 16 798         |         |
| 76 | Estádio Municipal Mauro Sampaio                | Juazeiro do Norte     | Ceará               | Guarani Juazeiro do Norte EC, Juazeiro EE, ADRC Icasa                           | 1970                | 16 000         |         |
| 77 | Estádio Municipal Prefeito Dilzon Luiz de Melo | Varginha              | Minas Gerais        | Boa Esporte Varginha, Varginha EC                                               | 1988                | 15 471         |         |
| -  | Estádio José Fragelli                          | Cuiabá                | Mato Grosso         | Berga Cuiabá, Cuiabá EC, Dom Bosco Cuiabá, Mixto Cuiabá, Operário Várzea Grande | 1976                | rozebrano 2010 |         |
| -  | Estádio Machadão                               | Natal                 | Rio Grande do Norte | América Natal                                                                   | 1972                | rozebrano 2011 |         |
| -  | Estádio Vivaldo Lima                           | Manaus                | Amazonas            | América Manaus, Nacional Manaus, Rio Negro Manaus                               | 1970                | rozebrano 2011 |         |